# خادم بروتوكول نقل الملفات
خادم بروتوكول نقل الملفات (بالإنجليزية: FTP Server)‏ هو جزء من برنامج يتم تشغيله على جهاز كمبيوتر ويستخدم بروتوكول نقل الملفات لتخزين الملفات ومشاركتها. يمكن لأجهزة الكمبيوتر البعيدة الاتصال بشكل مجهول من خلاله، إذا كان مسموحًا بذلك من جدار الحماية، أو باسم مستخدم وكلمة مرور لتنزيل الملفات من هذا الخادم باستخدام برنامج يسمى عميل أف تي بي. تؤدي خوادم أف تي بي وبرنامج خادم بروتوكول نقل البريد البسيط الأكثر أمانًا مهمتين أساسيتين: «ضع» و «احصل». يمكنك وضع الملفات على خادم بروتوكول نقل الملفات أو الحصول على ملفات من خادم بروتوكول نقل الملفات. إذا لم يكن الأمان مصدر قلق، فإنَّ برنامج خادم بروتوكول نقل الملفات هو وسيلة سهلة وغير مكلفة لتحقيق ذلك.